# 杜爾塞河 (危地馬拉)

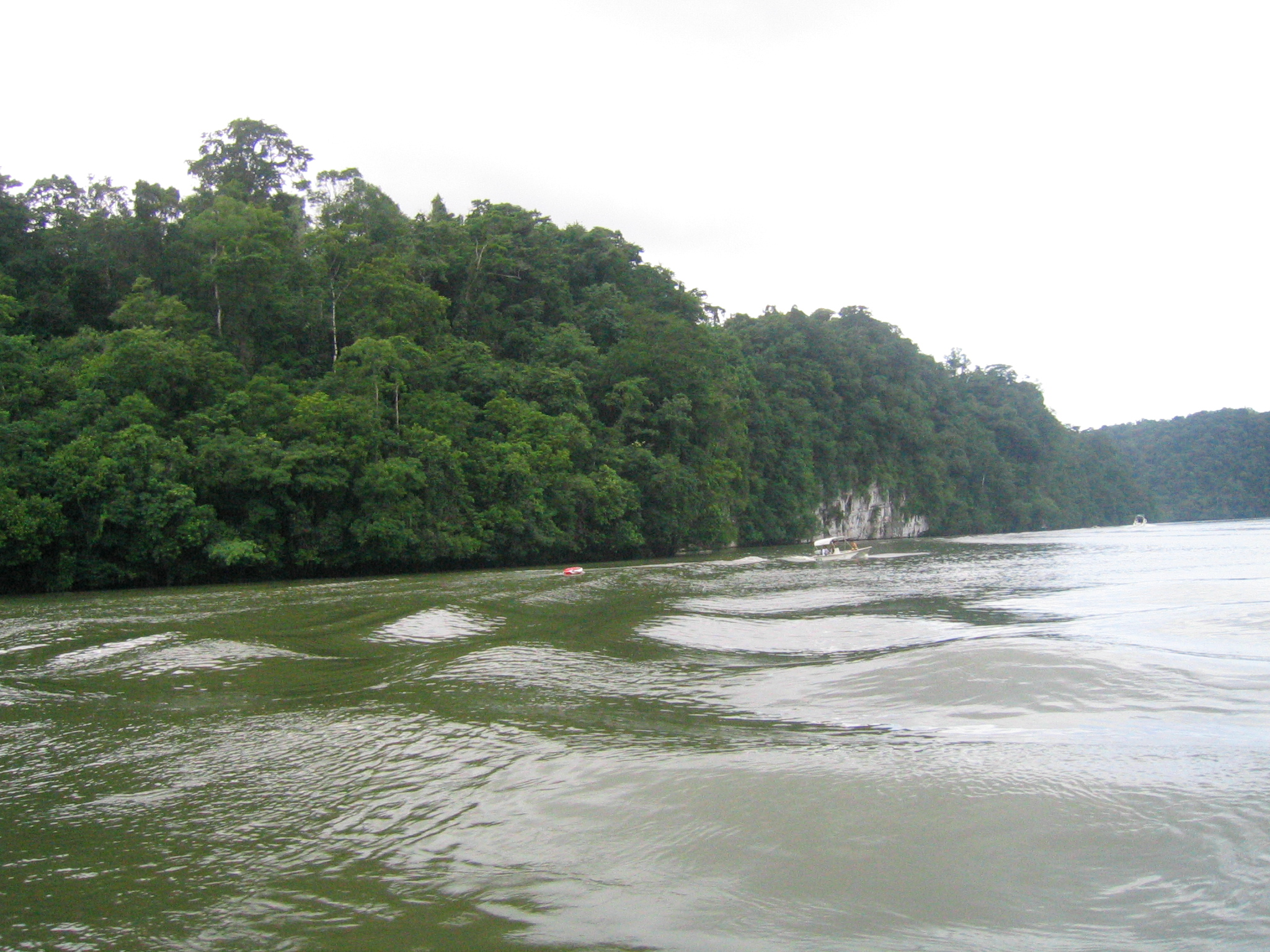
杜爾塞河

杜爾塞河（西班牙語：Río Dulce）是危地馬拉的河流，河道全長43公里，發源自伊薩瓦爾湖，最終在利文斯頓附近注入洪都拉斯灣，是熱門的旅遊地點。

## 外部連結
- Rio Dulce National Park Official site